# AS Val
L’AS «Val» (en russe : Автомат специальный, Avtomat Spetsialnii) est un fusil d'assaut silencieux soviétique puis russe, conçu pour le combat en zone urbaine et en milieux clos ou encore pour des opérations clandestines.
Les premiers plans furent réalisés par Pyotr Serdyukov et Vladimir Krasnikov (en russe : Петр Сердюков et Владимир Красников) en 1984[réf. nécessaire], la version finale du plan fut achevée en 1994. Par la suite les premiers VAL furent produits en 1995 par TsNIITotchMach, sur la base du prototype RG-036, semblable au premier abord à un VSS.
On peut aujourd'hui retrouver diverses versions du VAL ou du VSS plus ou moins adaptées à des usages civils, produites par Molot Arms (ou Tula Arms pour certaines versions du VSS en calibre 7,62×39 mm).

## Caractéristiques
D'une apparence peu commune, il fonctionne selon le système d'emprunt de gaz et permet de tirer au coup par coup (semi-automatique) ou en automatique. Mais sa caractéristique la plus intéressante est son canon qui intègre un silencieux, ce dernier fait partie intégrante du canon et forme avec celui-ci un seul élément (cependant les deux peuvent être démontés individuellement). Lors de son utilisation, son bruit d'environ 120 dB, comparable à un craquement, n'est plus discernable des bruits environnant à partir d'un rayon d'environ 50 mètres.
Une grande partie de ses éléments constitutifs sont réalisés en polymères, la culasse quant à elle est fraisée ce qui augmente le poids et le prix mais assure une meilleure robustesse par rapport à l'estampage.
La crosse se replie sur le côté gauche de l'arme.

## Munitions
Le faible bruit du VAL n'est pas seulement dû à son silencieux mais aussi en grande partie aux cartouches utilisées. En effet, les cartouches SP-5 (7N8), SP-6 (7N9) et PAB-9 comportent des balles lourdes profilées et subsoniques ce qui les rend plus silencieuses.
Outre le caractère silencieux de ces cartouches, leurs balles ne ricochent pratiquement pas et sont perforantes : la SP-5 transperce ainsi un gilet pare-balles de classe 3 (classification russe) et les SP-6 et PAB-9, quant à elles, percent 8 millimètres d'acier à une distance de 100 mètres. Le calibre de 9 mm est particulièrement surprenant pour un fusil d'assaut et favorise le pouvoir vulnérant de ses munitions comparativement aux munitions classiques de fusils d'assaut russes de calibres 7,62×39 mm et de 5,45×39 mm.
Le VAL est doté de chargeurs propriétaire "6L25" de 20 coups, tandis que le VSS est doté de chargeurs propriétaire "6L24" de 10 coups. Les chargeurs peuvent être interchangés entre les deux fusils et peuvent même utiliser des chargeurs de 30 coups "SR3M.130" (chargeur propriétaire de SR-3 Vikhr, et vice-versa).

## Éléments de visée & accessoires tactiques

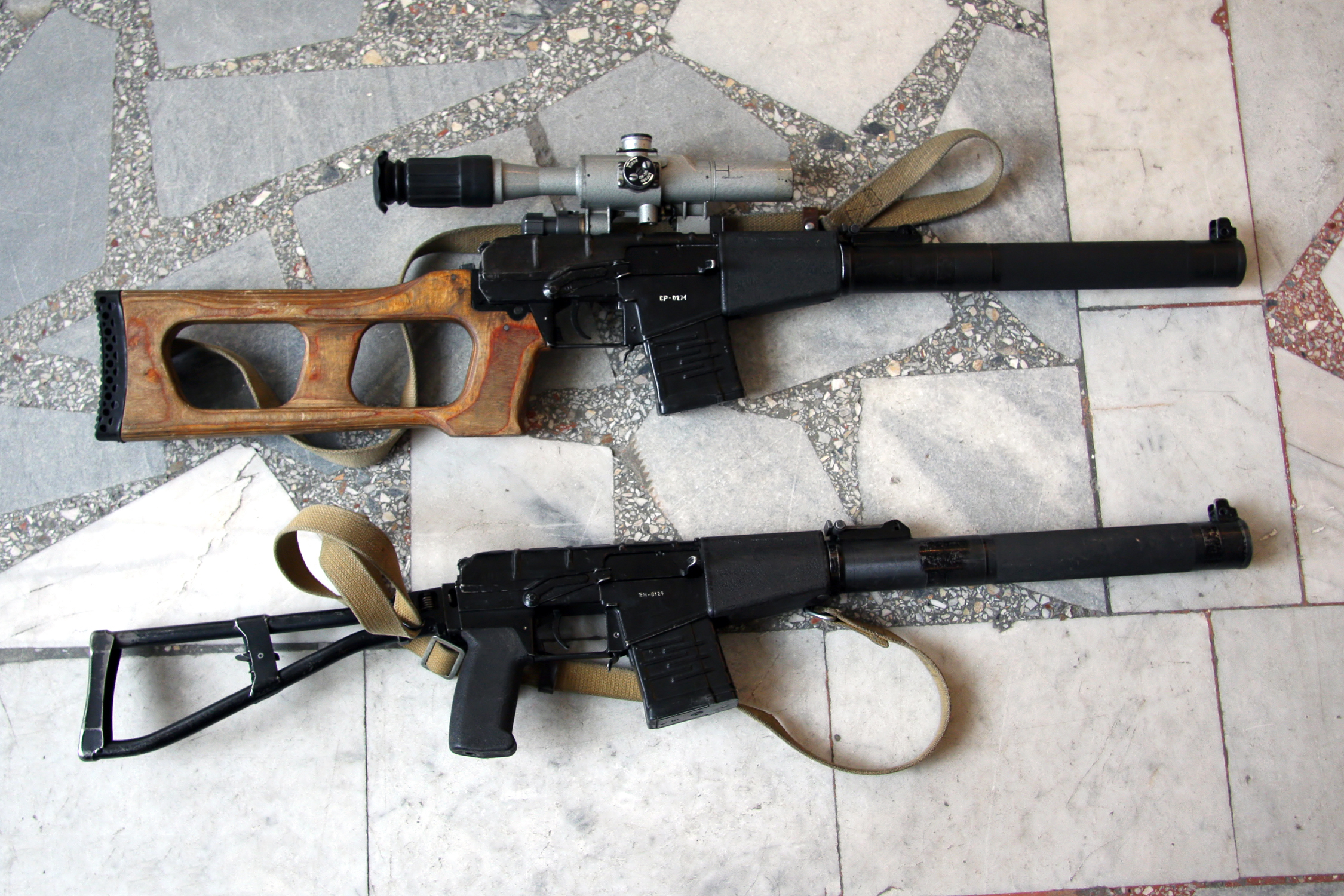
Un fusil un VSS Vintorez (en haut) et un AS Val (en bas).

Le VAL est pourvu d'un viseur mécanique placé sur le silencieux et réglable de 25 à 420 mètres. Un système de fixation pour viseur optique (queue d'aronde) se trouve sur le côté gauche de l'arme.
Une optique comme le PSO-1 (système DOVETAIL, voir image ci-contre) peut être montée sur le VAL (contrairement à son évolution, l'ASM Val, le Val ne dispose pas de capot interchangeable comportant un système de fixation par rail)
Il est possible de monter des supports DOVETAIL (queue d'aronde) comportant un système de fixation par rail.

### Accessoires tactiques
Le VAL dispose d'un système de montage directement positionné sur le silencieux (réducteur de son/suppresseur), se présentant comme un tube possédant des rails sur tous les côtés externes afin de pouvoir y fixer divers accessoires (lampe torche, désignateur laser, poignée tactique, viseur point rouge...)

## Variantes
- VSS Vintorez : Dérivée simple de l'AS Val, dont seuls la crosse et l'usage militaire varie.
- SR-3 Vikhr : Conçue initialement pour une meilleure dissimulation en remplaçant la crosse et en omettant le suppresseur intégré ainsi qu'une nouvelle poignée de chargement.

## Utilisations
- Arménie: Une faible quantité de VAL fut reçue de Russie en 2014 (parmi une cargaison comportant d'autres armes).
- Biélorussie: Utilisé par divers groupes de Forces spéciales.
- Inde: Utilisé par les MARCOS (commando marine) indiens.
- Russie: Utilisé par le FSB (Service fédéral de sécurité de la fédération de Russie)  et l'OMON.
- Ukraine: Utilisé par le Service de sécurité d'Ukraine et le Groupe Alpha (Ukraine).

### Armes similaires
- OC-14
- AK-9